# Liste des fontaines de Naples

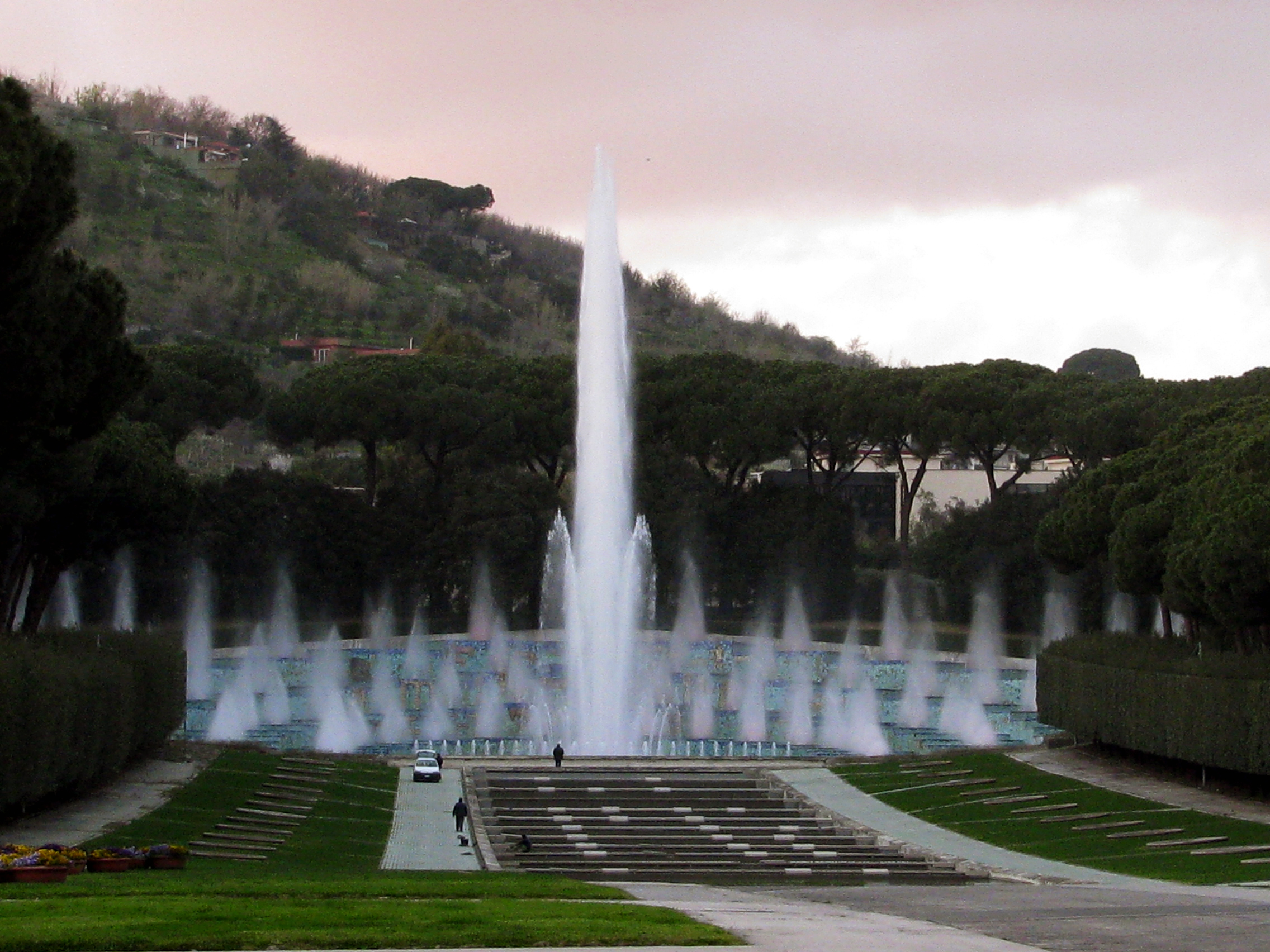
Fontaine de l'Esedra

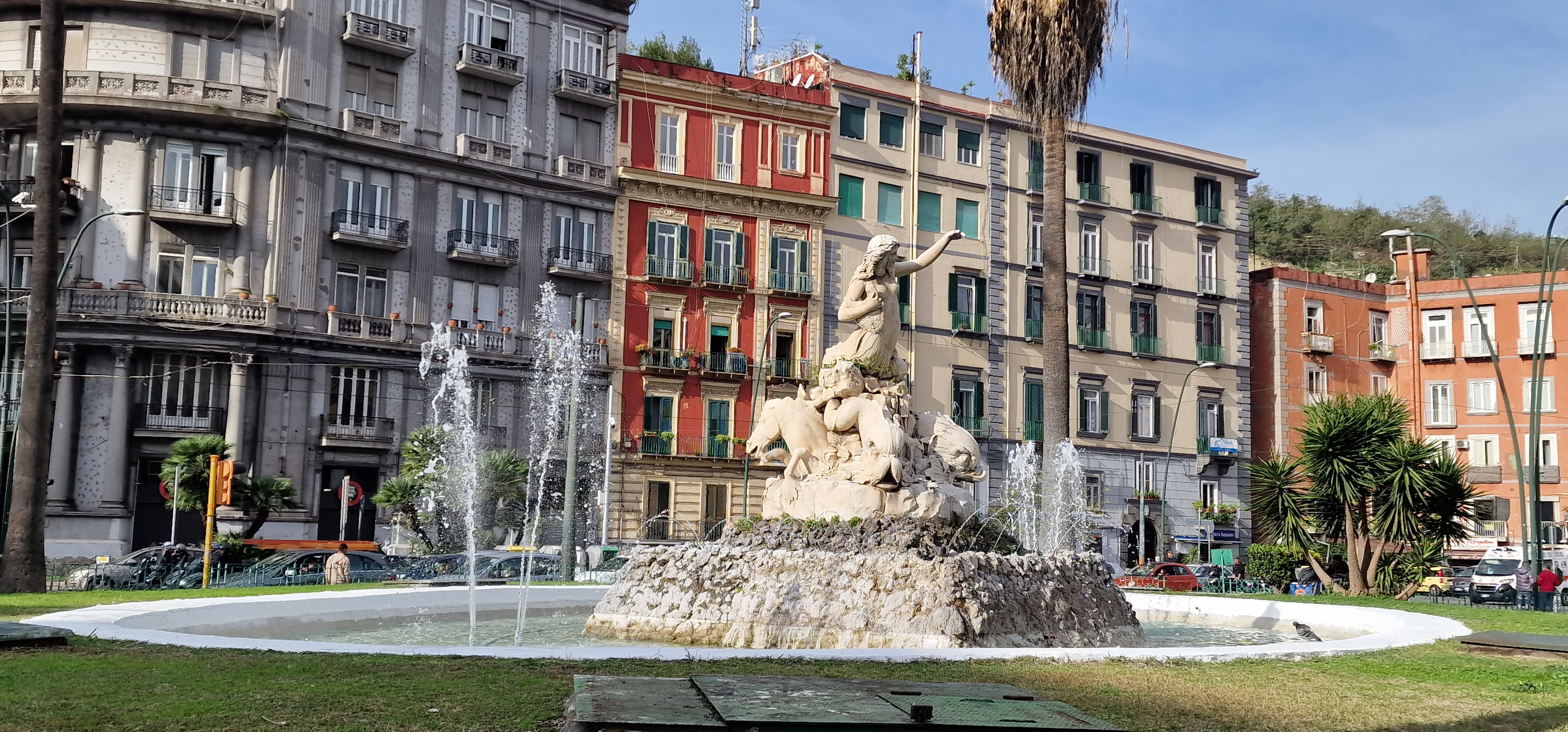
Fontaine de Parthenope

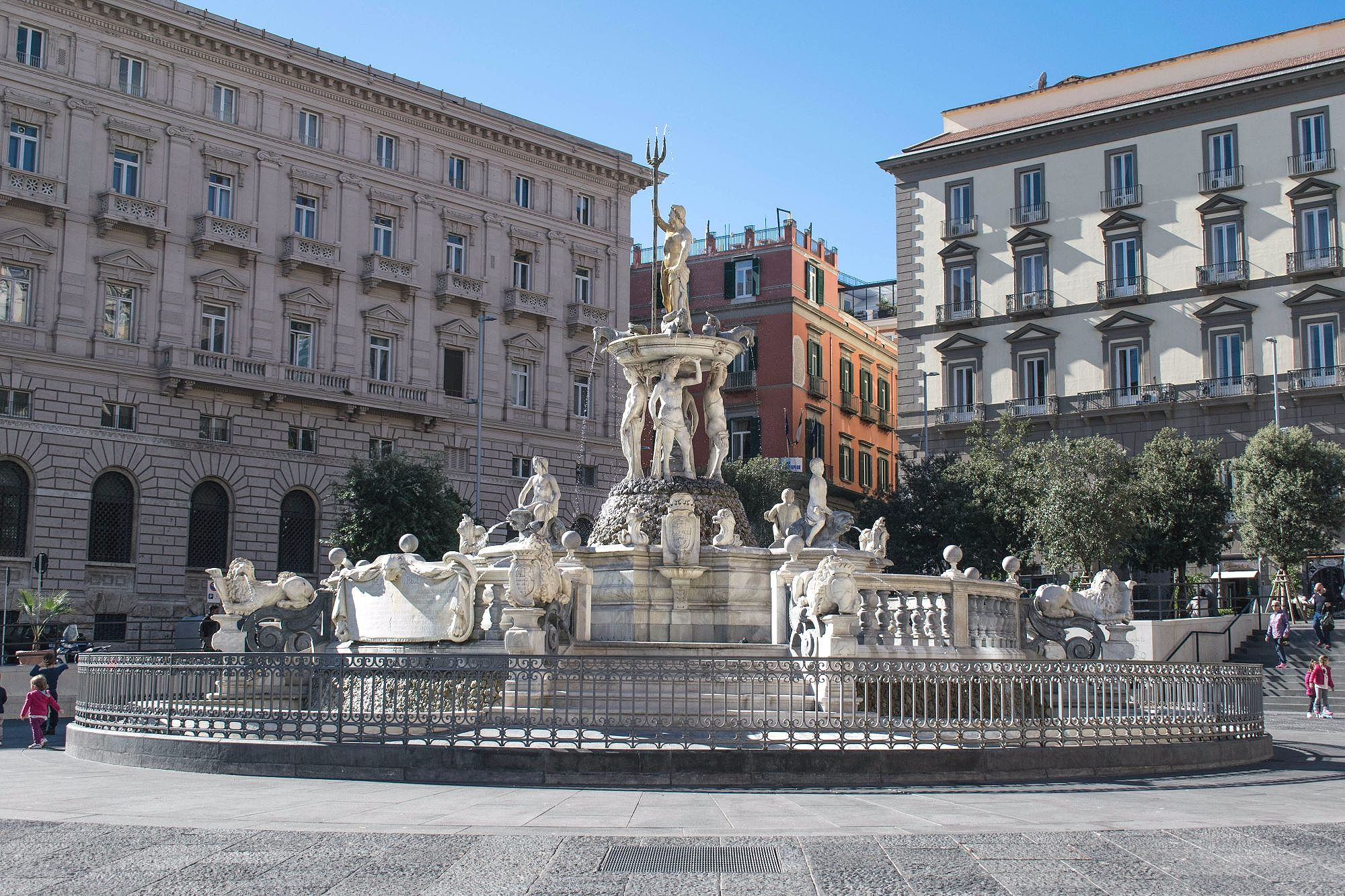
Fontaine de Nettuno.

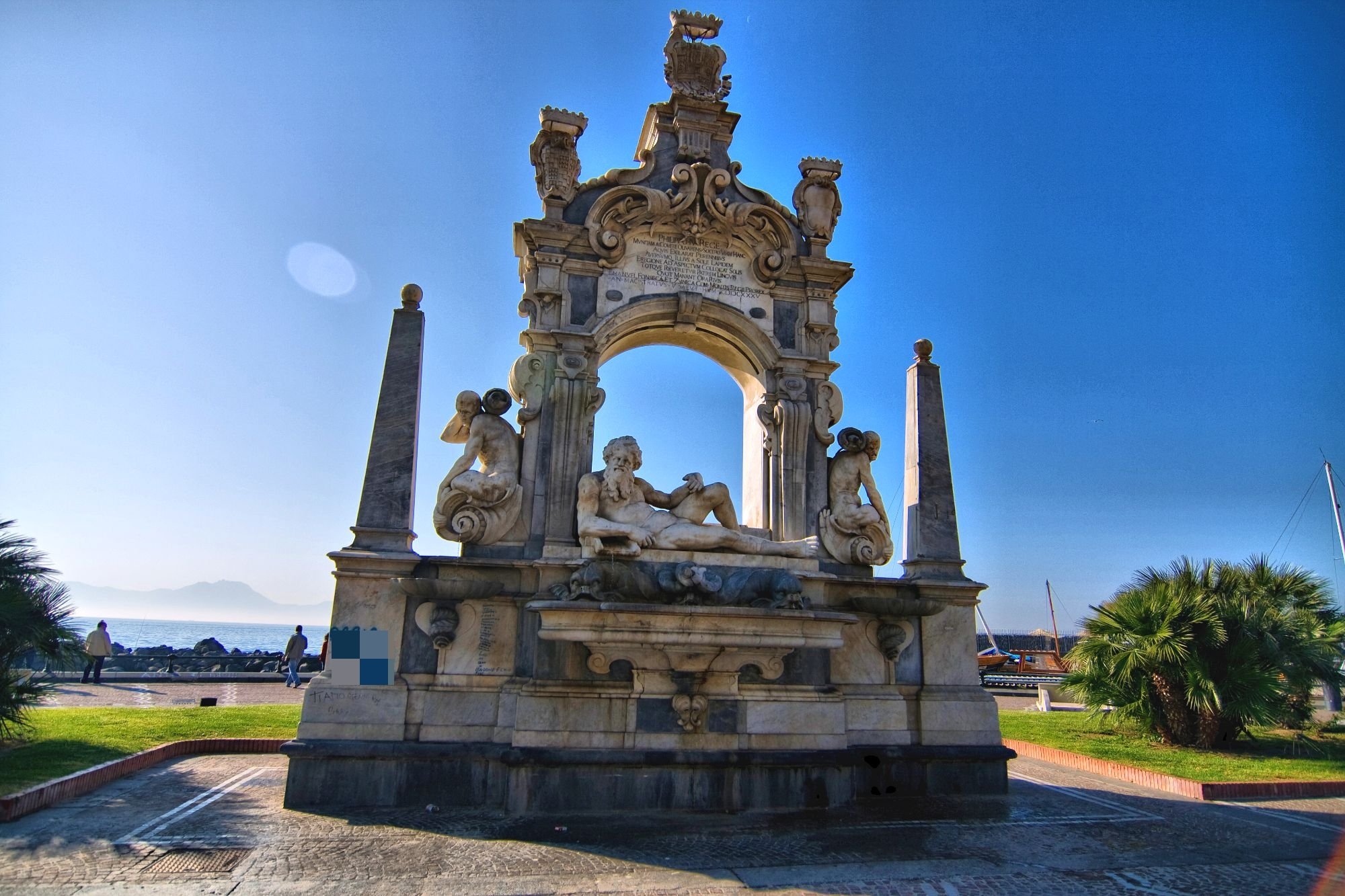
Fontaine du Sebeto.

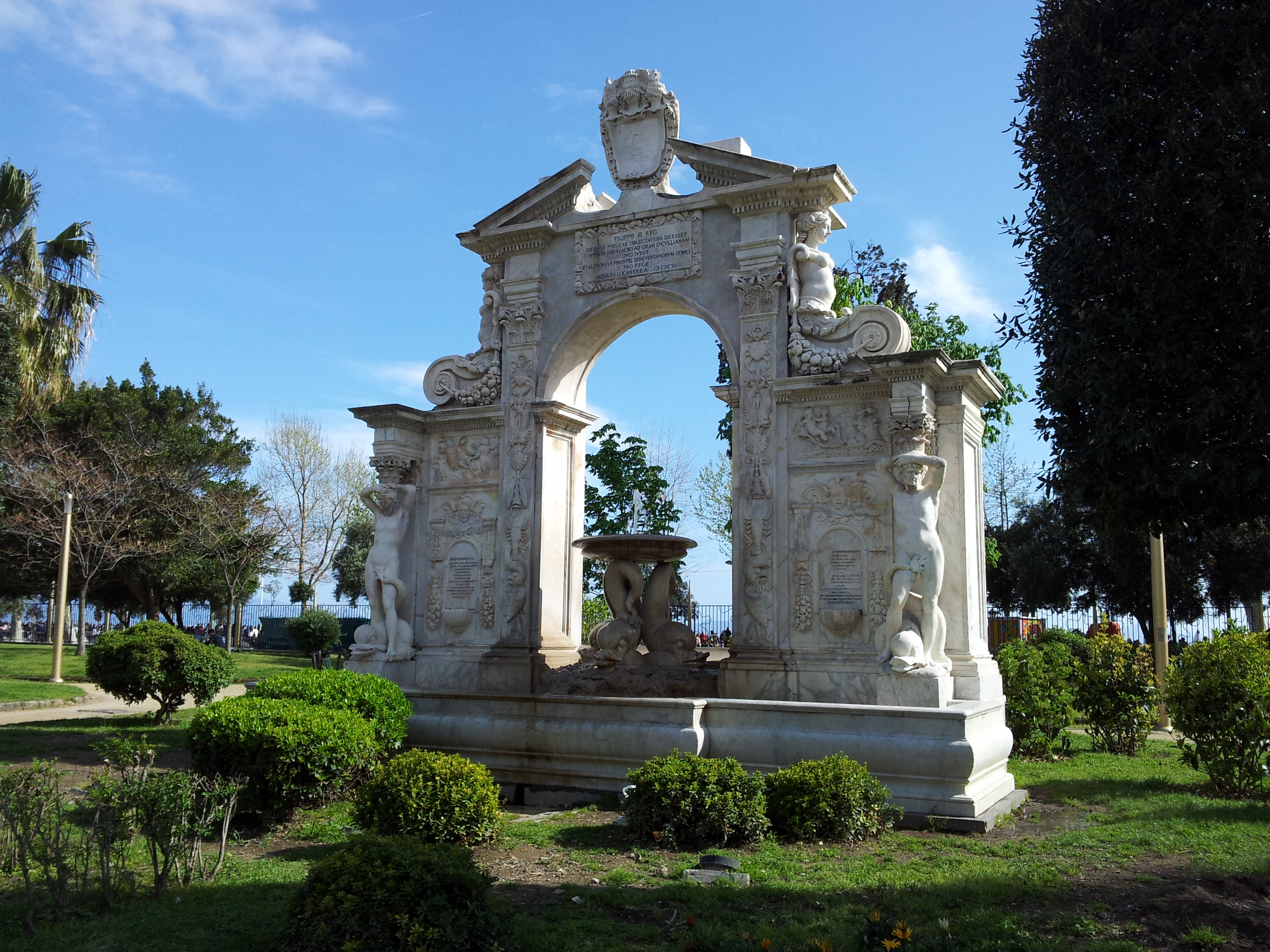
Fontaine de Santa Lucia.

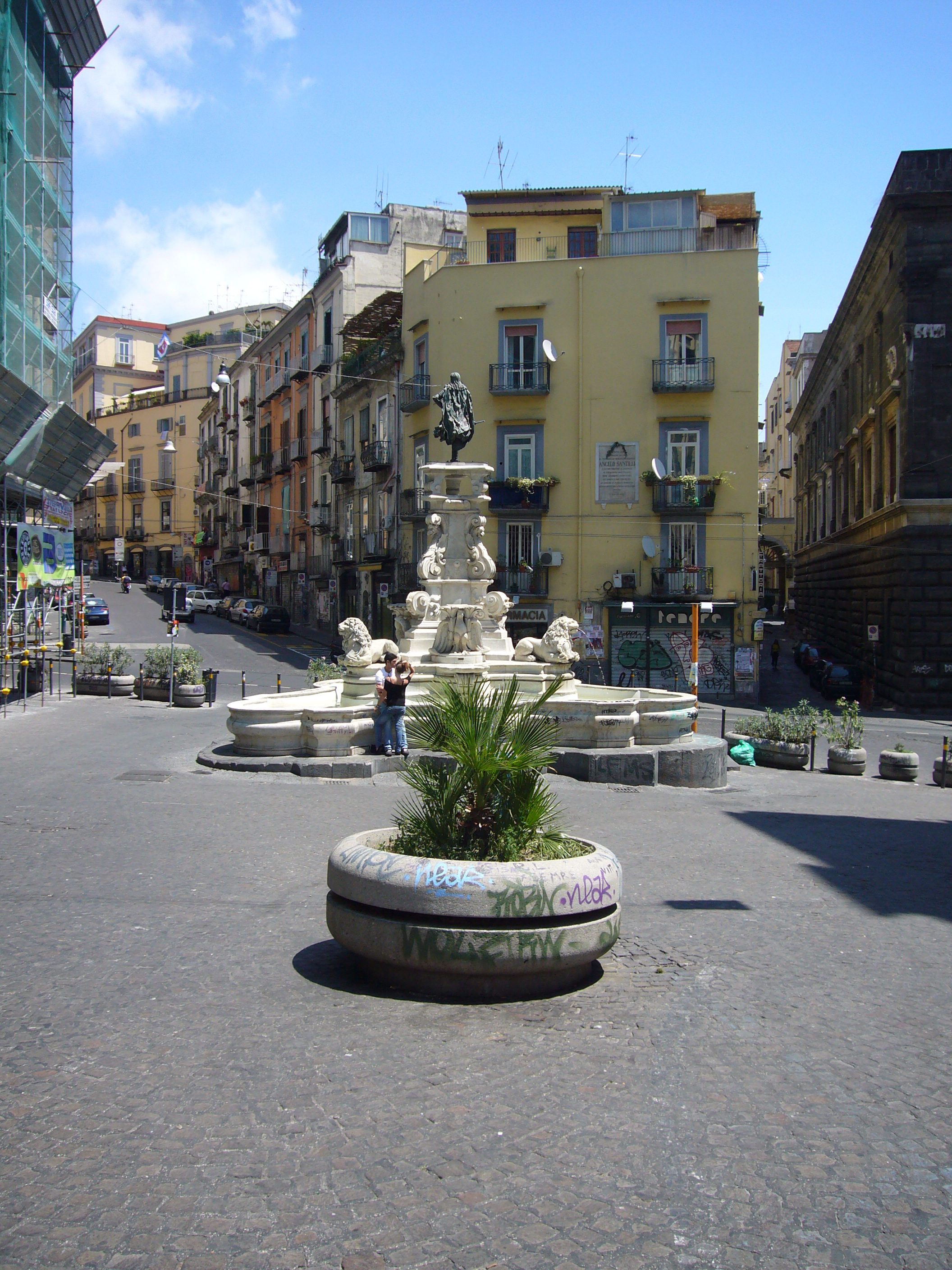
Fontaine de Monteoliveto.

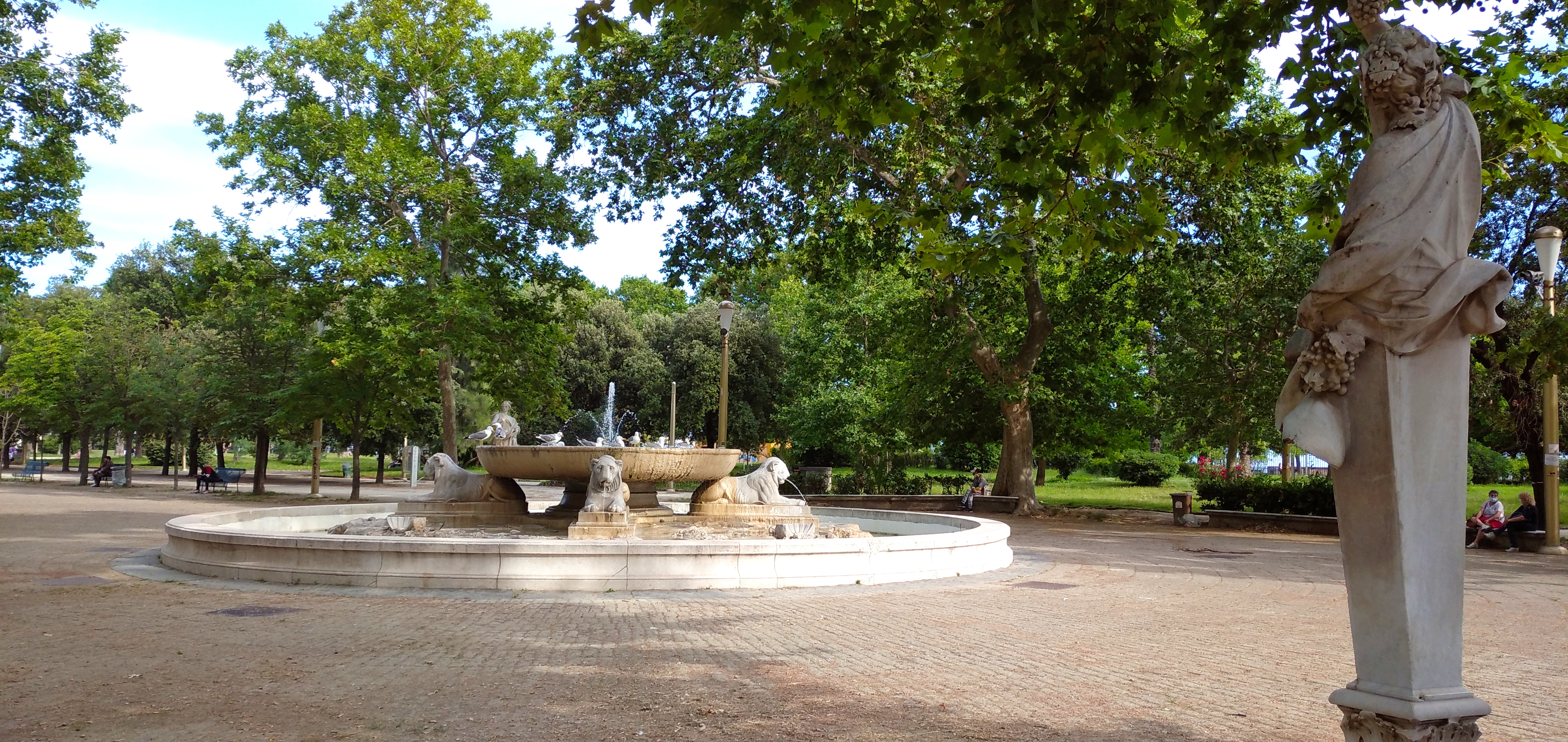
Fontaine de la Tazza de Porfido.

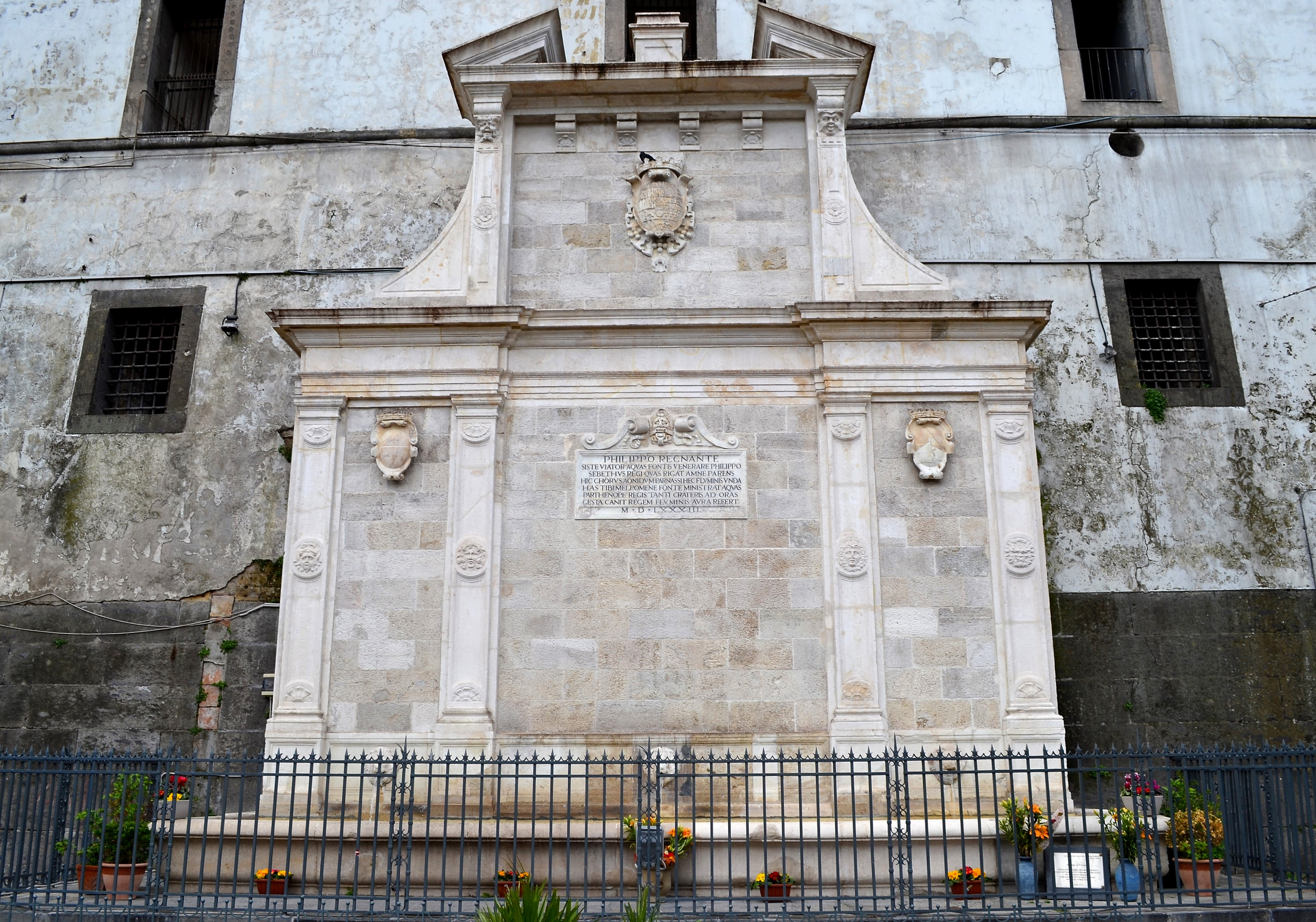
Fontaine du Formiello.

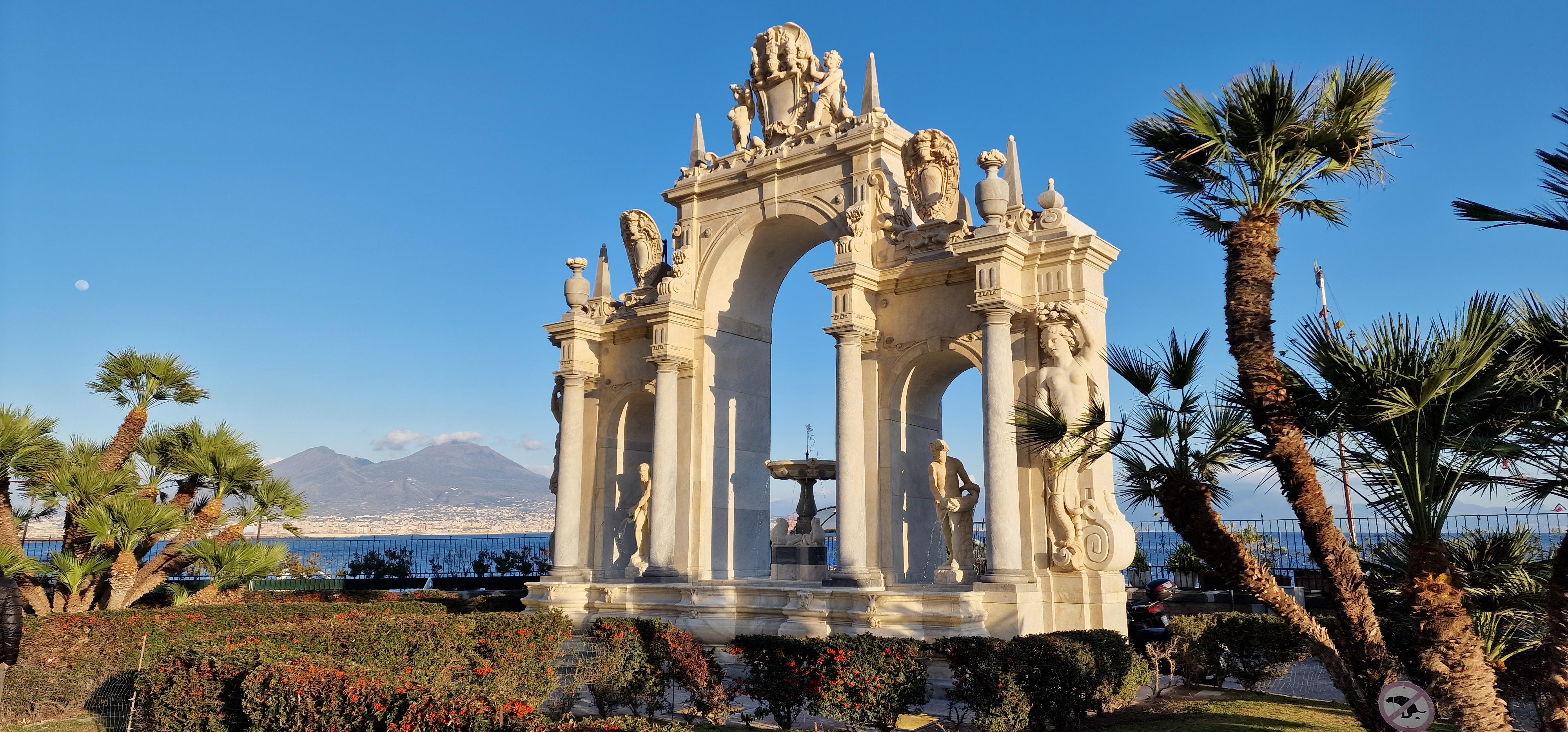
Fontaine du Gigante.

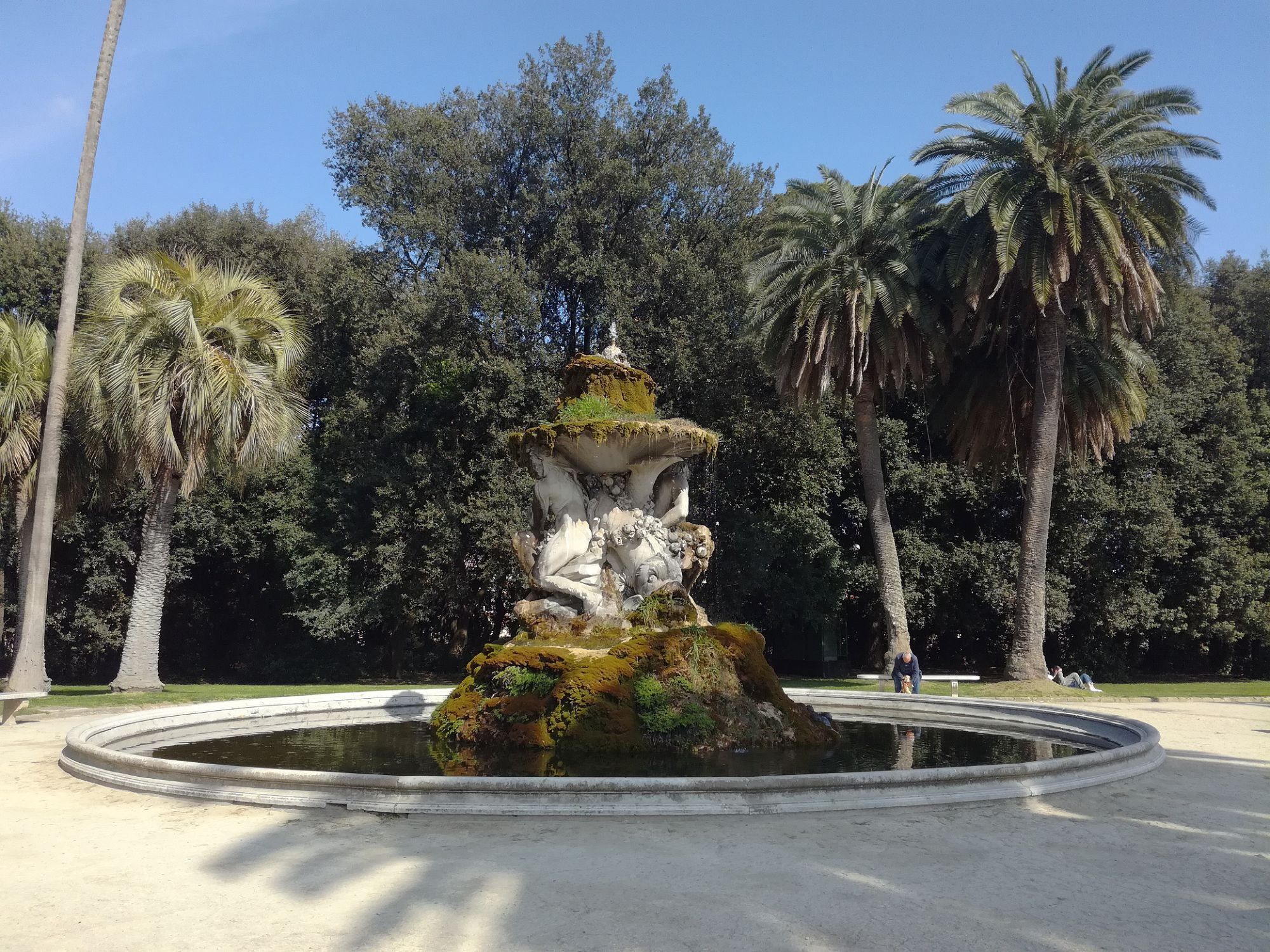
Fontaine du Belvedere.

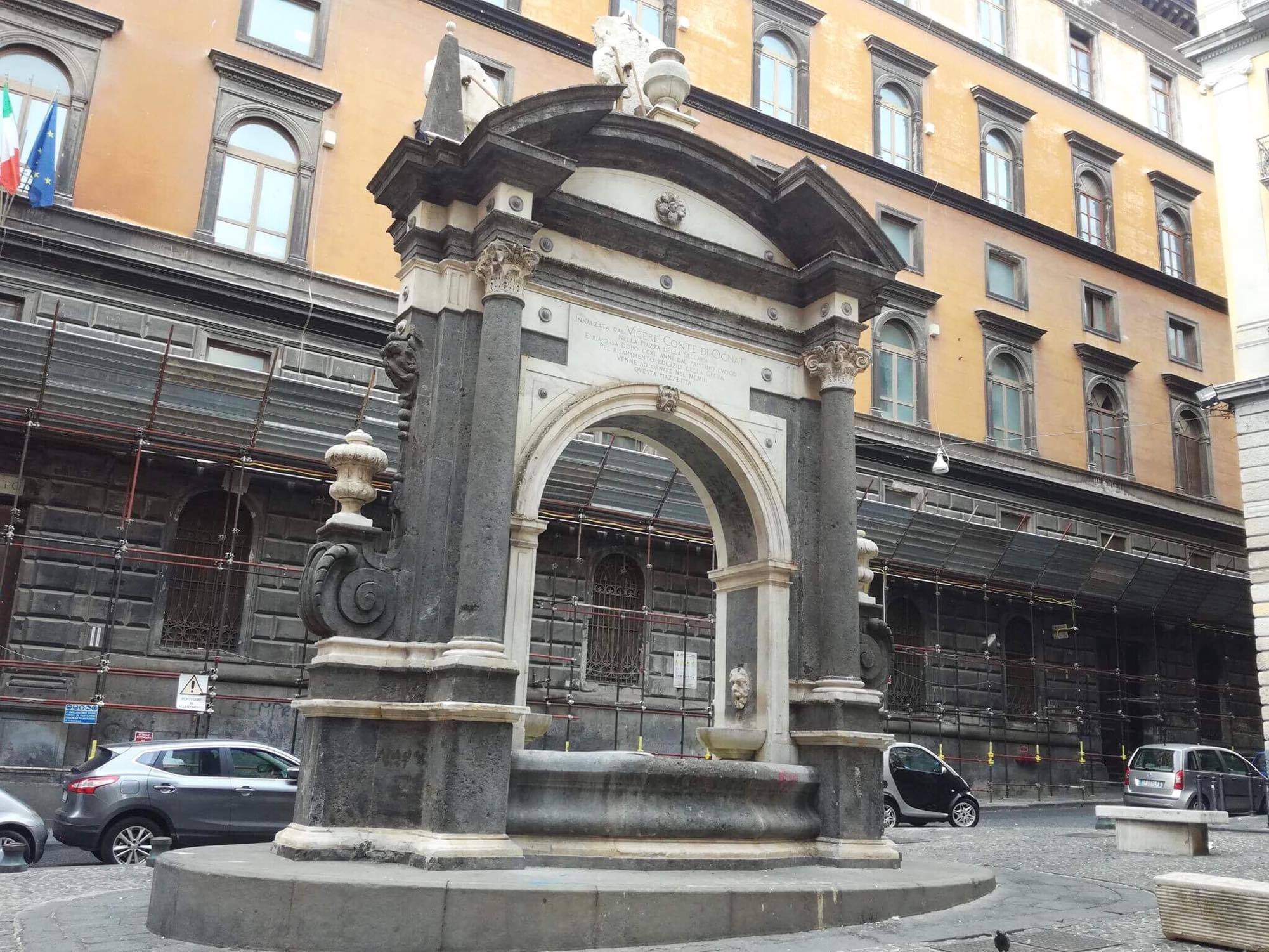
Fontaine de la Sellaria.

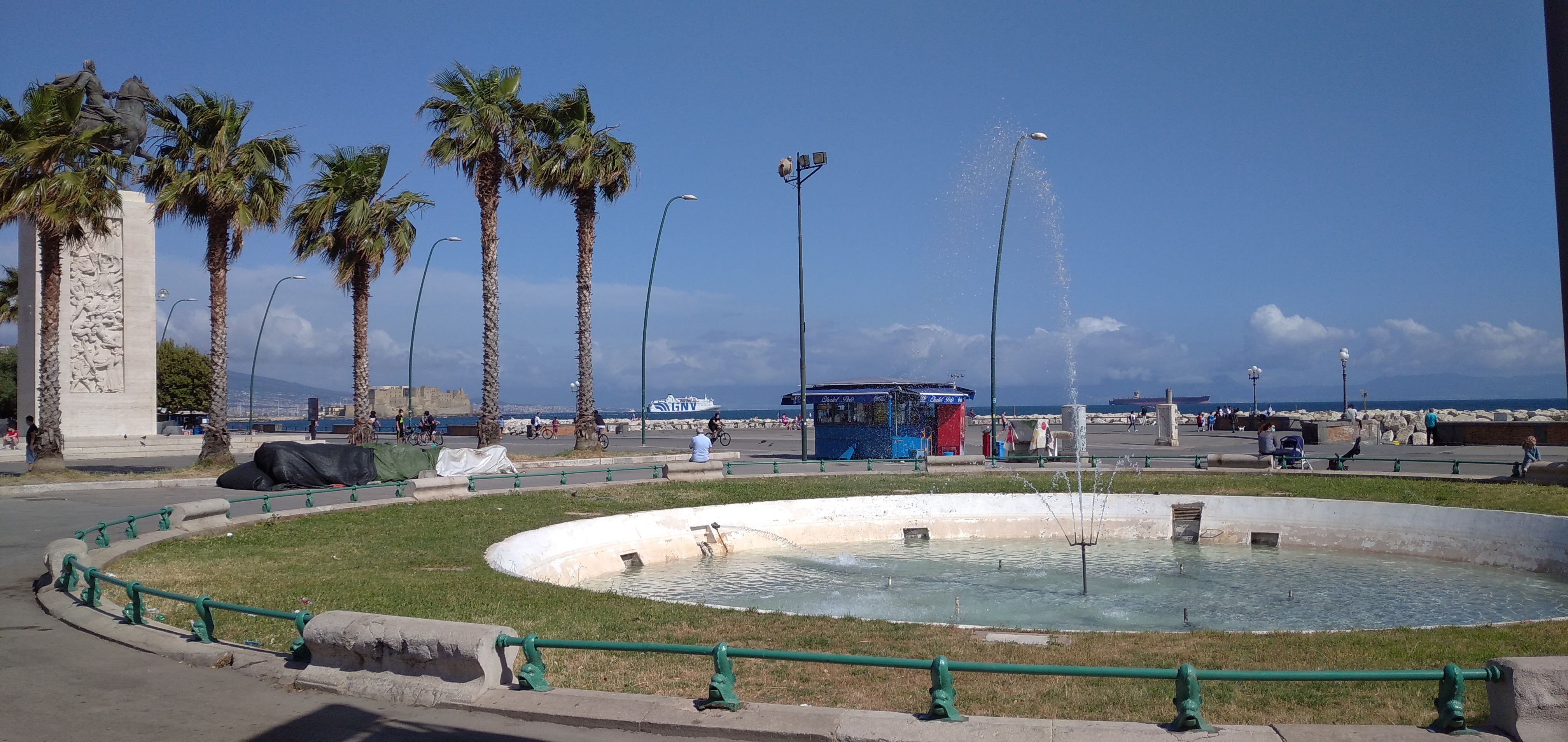
Fontaines Diaz

Cet article recense les fontaines de Naples, en Italie. Elles sont très nombreuses, avec une valeur artistique remarquable.

## Liste
- Fontaine de la Sirène
- Fontaine de l'Artichaut
- Fontaine du Formiello
- Fontaine du Gigante
- Fontaine de Monteoliveto
- Fontaine de Neptune
- Fontaine du Sebeto
- Fontaine de la Sellaria
- Fontaine de la Spinacorona
- Fontaine du Triton
- Fontaine de l'Exèdre
- Fontaine de Santa Lucia
- Fontaines-obélisques de la piazza del Mercato (ou Fontane del Seguro)
- Fontaine de la Tazza di Porfido
- Fontaine du Belvedere
- Fontaine de la Duchesse
- Fontaine du Gruppo Europa
- Fontaine du Lion (Mergellina)
- Fontaine du Cortile delle Carozze
- Fontaine du Capone
- Fontaine des Incanti
- Fontaine de Capo Posillipo
- Fontaines Diaz
- Fontaine de Oreste ed Elettra
- Fontaine de Castore e Polluce
- Fontaine du Ratto delle Sabine
- Fontaine du Marinaretto
- Fontaine de la Scapigliata
- Fontaine de la Maruzza
- Fontaine de la Flora Capitolina